# Distretto di Ramanagara
Il distretto di Ramanagara è un distretto del Karnataka, in India. È situato nella divisione di Bangalore e il suo capoluogo è Ramanagara.
Il distretto è stato creato il 23 agosto 2007 separando dal distretto di Bangalore Rurale i quattro comuni (taluk) di Ramanagara, Channapatna, Kanakapura e Magadi.